# Kongres Deputowanych
Kongres Deputowanych (hiszp. Congreso de los Diputados) – izba niższa Kortezów Generalnych, dwuizbowego parlamentu hiszpańskiego.
Tworzy go 350 członków wybieranych na 4-letnią kadencję w oparciu o ordynację proporcjonalną. Wyjątkiem są dwa okręgi jednomandatowe w enklawach Ceuta i Melilla, położonych na północnym wybrzeżu Afryki. Głosy na mandaty przeliczane są w każdej z 52 prowincji oddzielnie z wykorzystaniem metody D’Hondta. Próg wyborczy wynosi 3% w skali okręgu. Czynne i bierne prawo wyborcze przysługuje obywatelom od 18. roku życia.
Kongres Deputowanych jest izbą reprezentującą wszystkich obywateli Hiszpanii.